# 野村美術館
野村美術館（のむらびじゅつかん）は、京都府京都市左京区南禅寺下河原町にある美術館。主に野村徳七の収集品を収蔵展示、運営は公益財団法人野村文華財団。

## 概要
野村證券などを創設した二代目野村徳七（1878 - 1945）の収集品を主な展示品として1984年に開館した。二代目徳七は実業家であるとともに「得庵」と号した茶人でもあり、茶を藪内節庵、能を観世左近に習っている。得庵が茶の湯と能に造詣が深かったことから、コレクションの内容もその2つのテーマが主体となっている。
近隣には南禅寺や永観堂が所在しており、北隣には得庵の別邸であった野村碧雲荘がある。

## 主な所蔵品

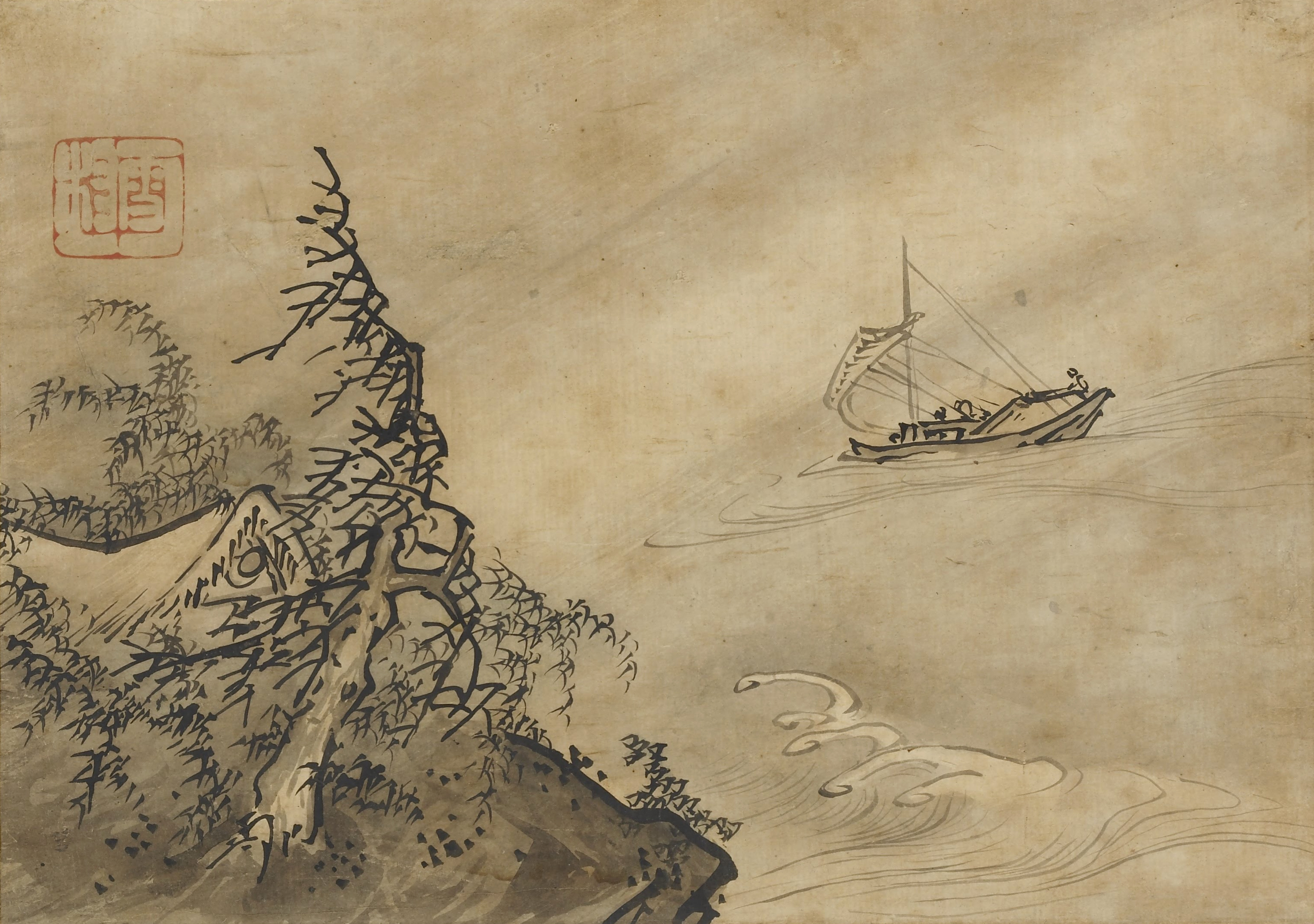
雪村 風濤図

### 重要文化財
- 絵画
  - 紙本著色紀友則像（佐竹本三十六歌仙切） - 絵:伝・藤原信実、詞:伝後京極良経） - 旧秋田藩主であった佐竹家伝来の三十六歌仙絵巻（二巻本）の内、下巻に含まれていた紀友則像。絵巻は1919年に切断され37分割（下巻巻頭の住吉明神図含む）されて一歌仙ずつ掛軸に仕立て直されたが、その内の一点である。
  - 紙本淡彩風濤図 雪村筆
- 書跡典籍
  - 大燈国師（宗峰妙超）墨蹟 偈頌（げじゅ）
  - 清拙正澄墨蹟 偈頌 附:春屋宗園添状
  - 寸松庵色紙（すかはらのあそん）
  - 讃岐入道集 附:柳流水鴛鴦蒔絵箱 - 歌人藤原顕綱の家集。冊子本。巻頭などの一部は藤原定家の筆。
- 工芸品
  - 千鳥蒔絵面箱

### その他の主な所蔵品
- 紙本墨画山水図 珠光筆（重要美術品）
- 絖本著色草廬三顧・蕭何追韓信図 与謝蕪村筆（重要美術品）
- 水汀鴨図 呉春筆
- 和漢朗詠集断簡（多賀切）伝（藤原基俊）筆（重要美術品）
- 練上手志野橋絵茶碗 銘猛虎

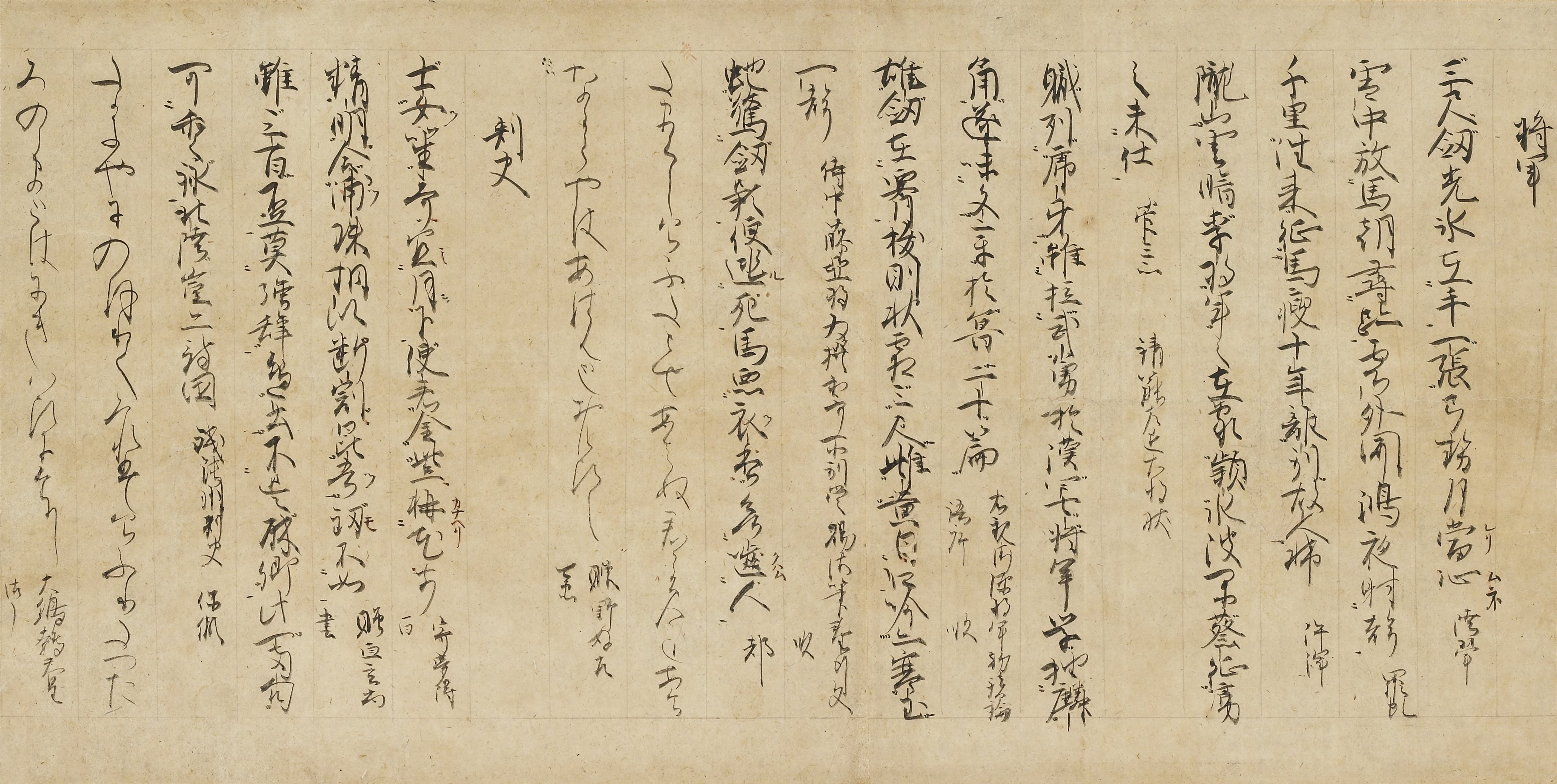
和漢朗詠集断簡（多賀切）（重要美術品）
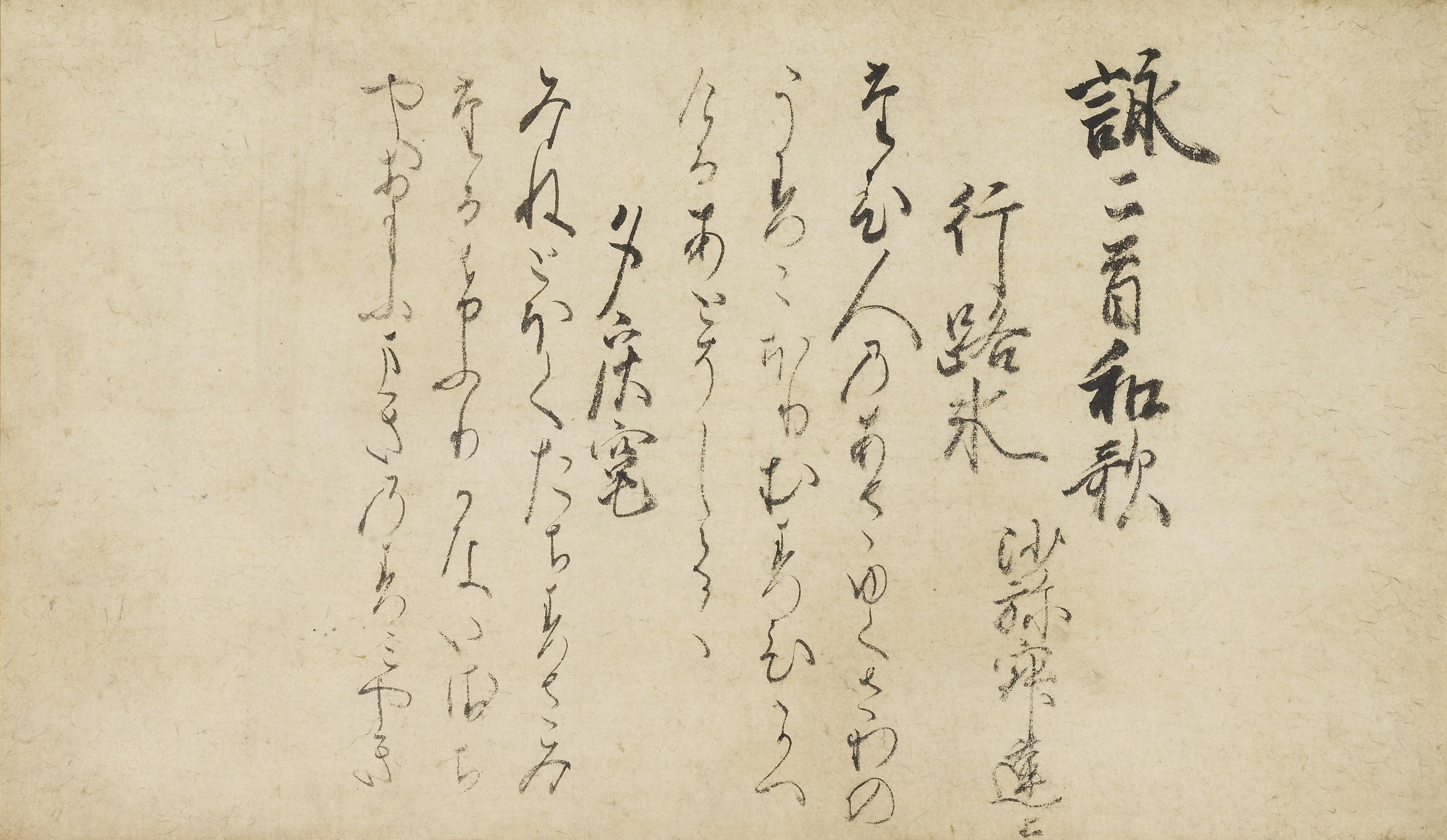
寂蓮筆 熊野懐紙（行路氷、夕炭竈）
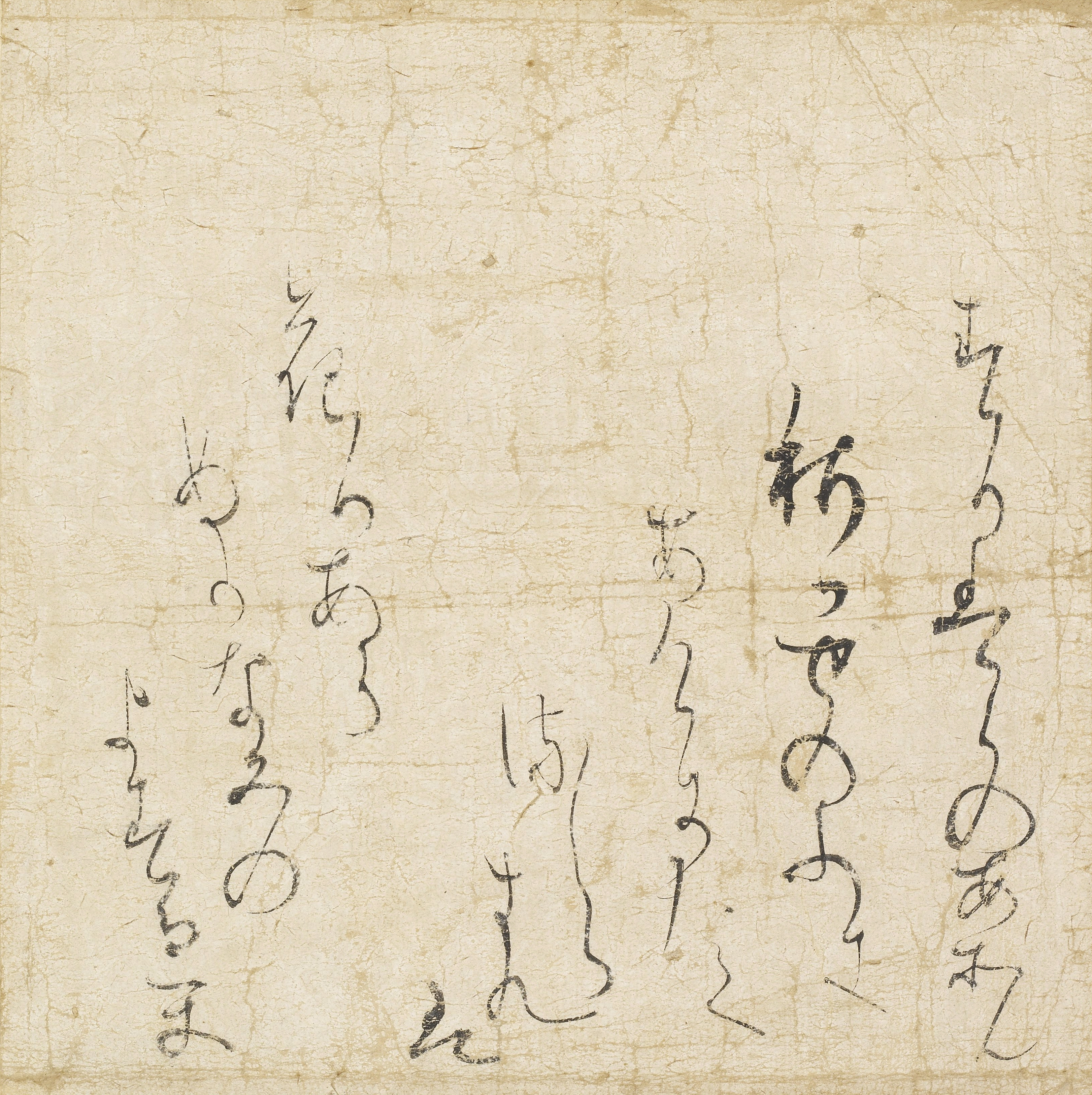
寸松庵色紙（すかはらのあそん）（重要文化財）
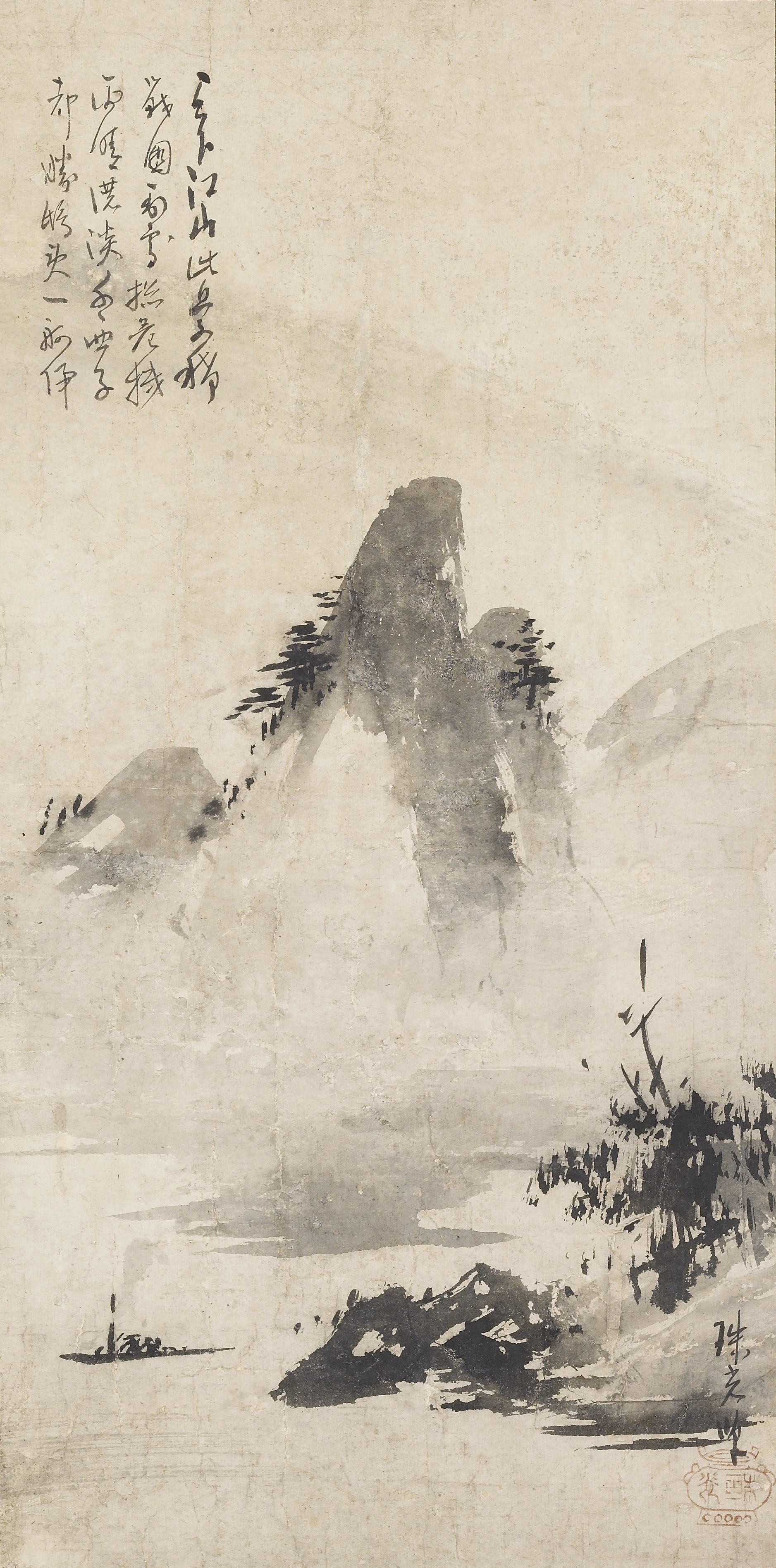
山水図 珠光筆（重要美術品）
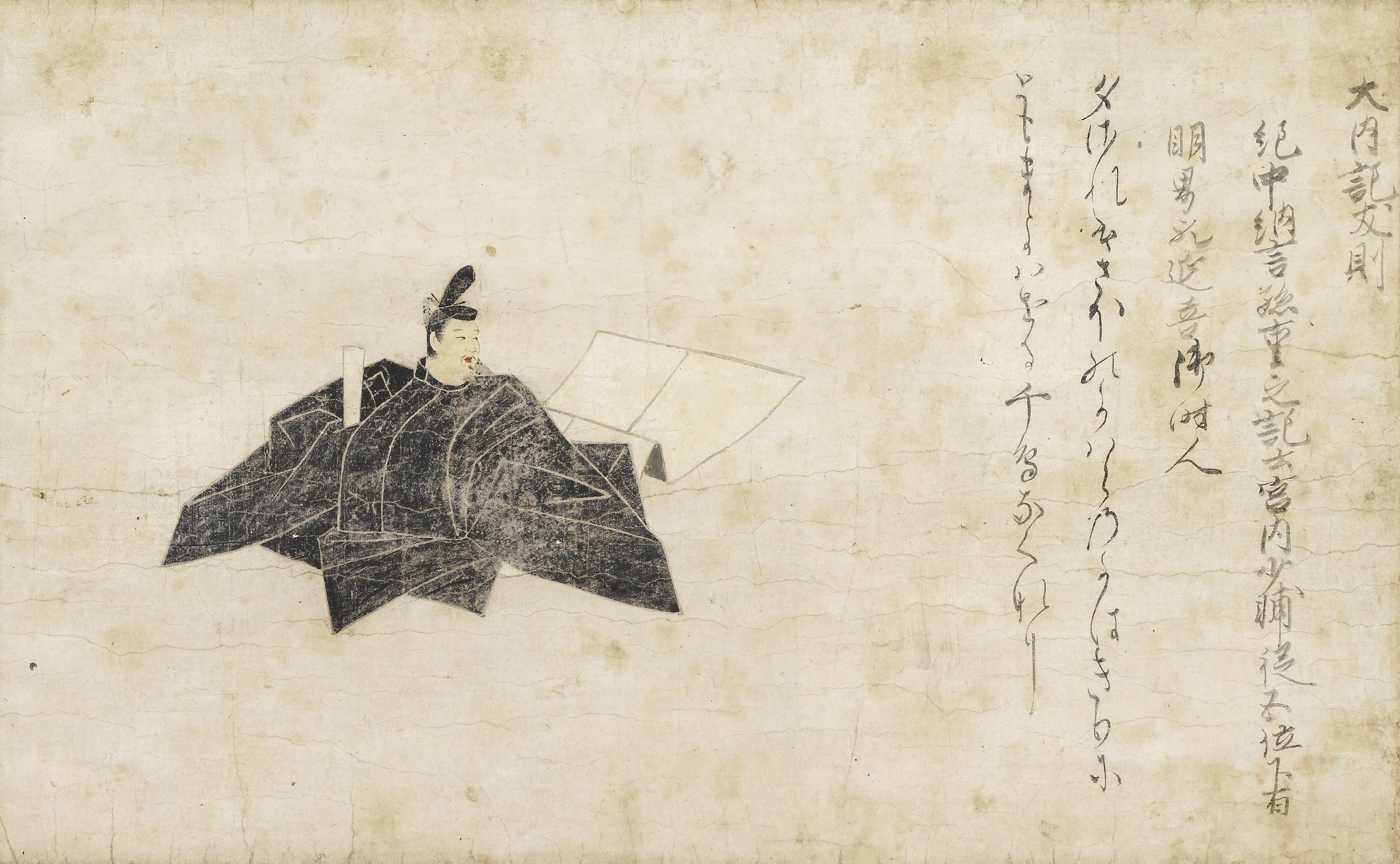
佐竹本三十六歌仙（紀友則）（重要文化財）
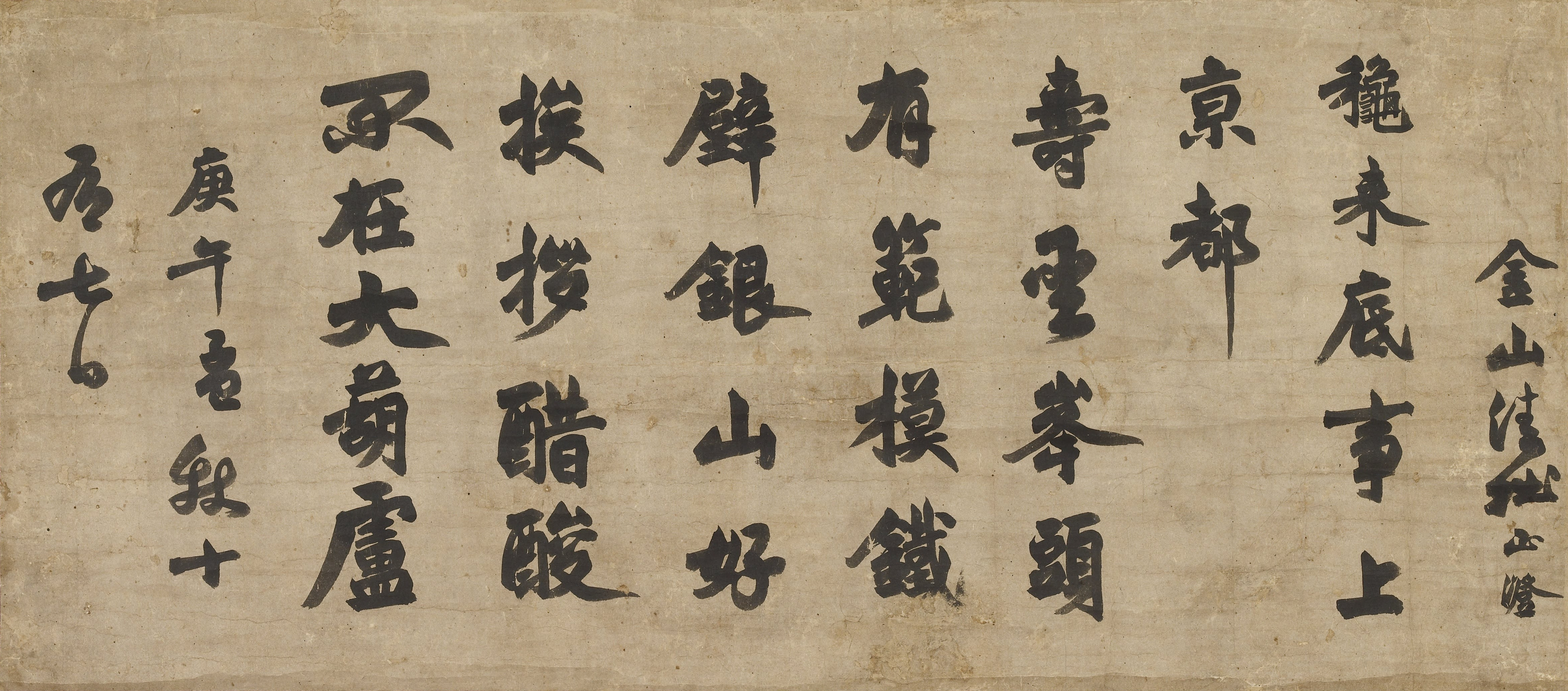
清拙正澄墨蹟（重要文化財）
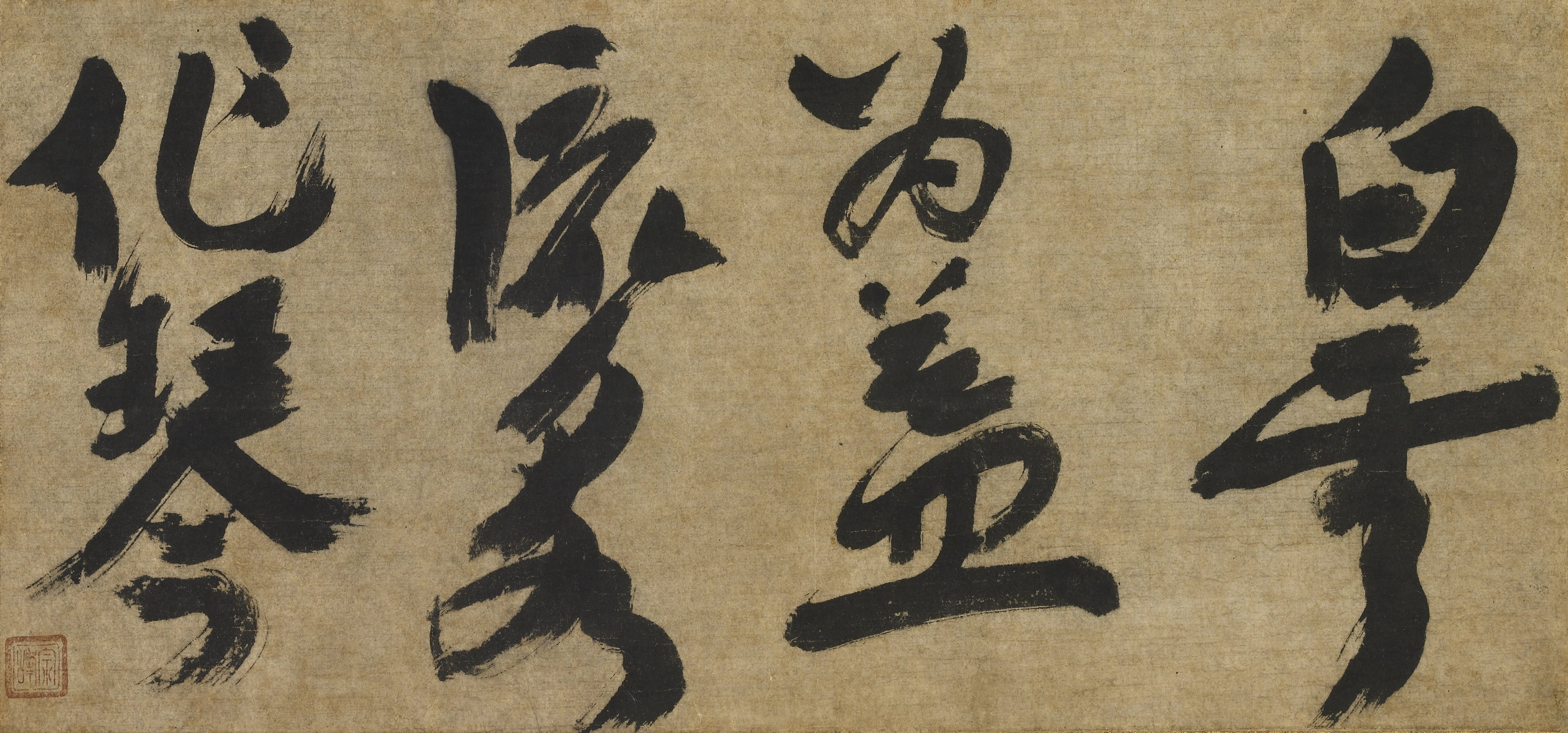
大燈国師（宗峰妙超）墨蹟（重要文化財）
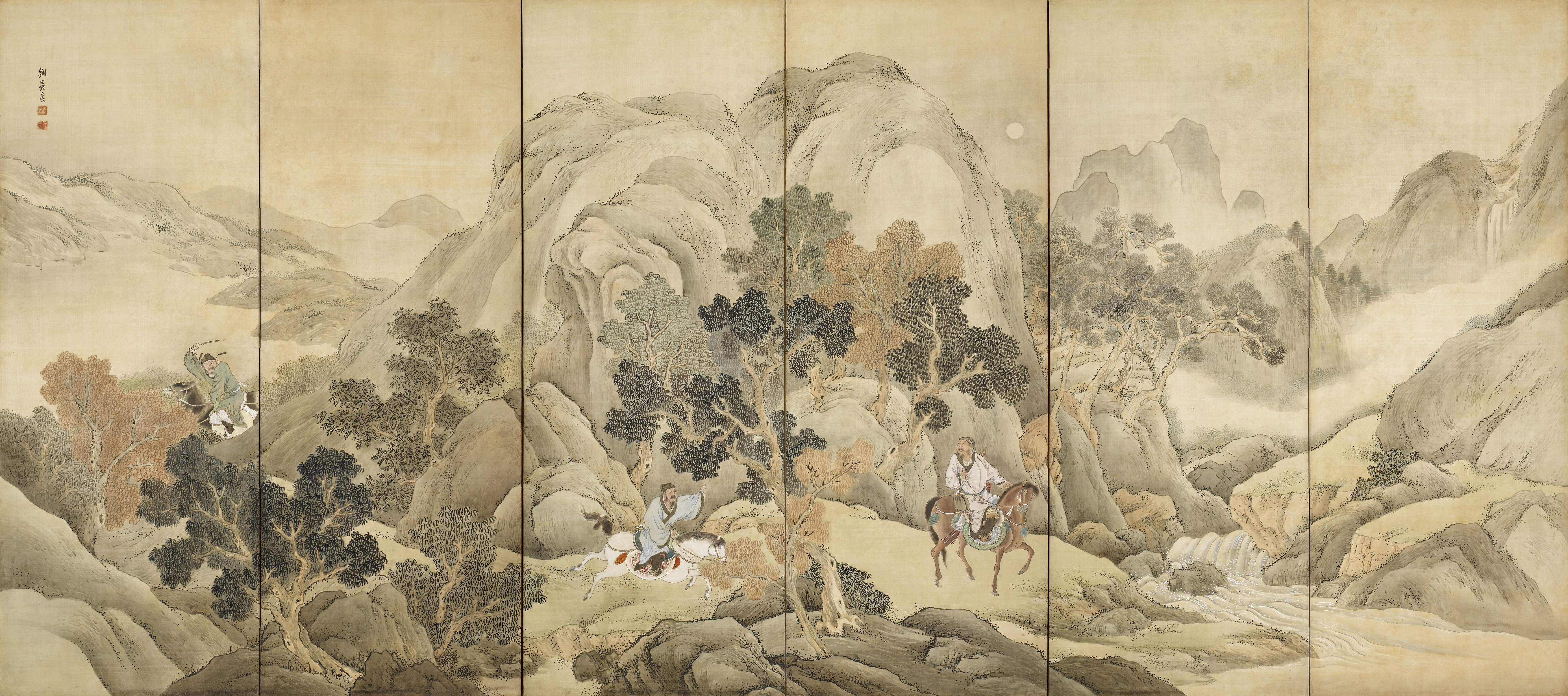
蕭何追韓信図 与謝蕪村筆（重要美術品）

## 利用案内
開館時間は10時から16時30分。月曜定休。入館料は大人1000円、高校生大学生300円、中学生以下無料。（団体割引あり）